# Le Fils du désert
Pour les articles homonymes, voir Le Fils du désert (homonymie).
Pour plus de détails, voir Fiche technique et Distribution.
Le Fils du désert (3 Godfathers) est un film américain de la catégorie western,  filmé en Technicolor et réalisé par John Ford, sorti en 1948.
Le scénario, écrit par Frank S. Nugent et Laurence Stallings, est adapté d'une nouvelle du même nom écrite par Peter B. Kyne (en). John Ford avait déjà adapté cette histoire en 1919 sous le titre de Les Hommes marqués (Marked Men) ; ce film muet est considéré comme perdu.
Une version précédente de l'histoire a été tournée en 1936 par Richard Boleslawski.

## Synopsis
Trois bandits, Robert Hightower, William « Abilene Kid » et Pedro, attaquent une banque d'une petite ville de l'Arizona. Traqués par le shérif de la ville, ils doivent s'enfuir dans le désert à cheval. Lors d'une tempête de sable, ils perdent leurs chevaux. À ce moment, leur unique chance de salut est de se rendre à un point d'eau à pied.
À leur arrivée, ils découvrent à l'intérieur d'un chariot une femme qui est sur le point d'accoucher. La situation est désespérée, car le mari de la jeune femme, par ignorance et par impatience, a détruit le point d'eau en le dynamitant. Il s'est enfui, abandonnant son épouse à un funeste destin. Les trois bandits portent assistance à la malheureuse.
Après l'accouchement, la mère, épuisée, se sachant condamnée, supplie les trois hommes de sauver son fils, et d'en devenir ainsi les parrains (en anglais godfathers). Elle nomme l'enfant Robert William Pedro Hightower. Elle lui donne ainsi les trois prénoms et l'un des noms de ses parrains. À la mort de la jeune femme, les trois bandits n'ont plus qu'un seul objectif : honorer leur promesse en sauvant l'enfant.
Abilene Kid, en cherchant des affaires pour son filleul, trouve une Bible. Il décide d'en lire des passages. Robert  Hightower est non-croyant (à deux reprises, dans le début du film, il affiche violemment son refus de croire en Dieu). Cependant, ayant écouté la lecture de la Bible par Abilene Kid, il accepte de partir pour la Nouvelle Jérusalem. Les trois hommes se mettent en route vers cette ville en suivant l'étoile du berger, comme le firent les Rois mages le jour de la Nativité.
Pour sauver leur filleul et pour respecter la parole donnée, ils n'hésitent pas à se sacrifier. Abilene Kid, le plus jeune, est blessé. Il meurt d'épuisement. Pedro, qui s'est cassé une jambe, se suicide, car il refuse que Robert Hightower mette en danger la vie de son filleul en essayant de le sauver. Finalement, seuls Hightower et l'enfant arrivent à la Nouvelle Jérusalem, la veille de Noël.
Au procès de Hightower, le juge lui propose un accord. S'il renonce à ses droits sur son filleul, il sera libéré. Hightower, par respect pour le serment fait à la mère mourante, refuse catégoriquement cette proposition. Sans le savoir, il donne la réponse que souhaitait entendre le juge. Ce dernier, en conséquence, le condamne à la peine minimale de prison.

## Fiche technique
- Titre original : 3 Godfathers
- Titre français : Le Fils du désert
- Réalisation : John Ford
- Scénario : Frank S. Nugent et Laurence Stallings
- Production : Merian C. Cooper et John Ford
- Société de production : Argosy Pictures
- Distribution : Metro-Goldwyn-Mayer
- Musique : Richard Hageman
- Photographie : Winton C. Hoch
- Direction artistique : James Basevi
- Montage : Jack Murray
- Pays de production :  États-Unis
- Langues originales : anglais, espagnol
- Format : couleur (Technicolor) – 35 mm – image : 1,37:1 – son : Mono (Western Electric Recording)
- Genre : western, drame
- Durée : 106 min
- Dates de sortie : 
  - États-Unis : 1er décembre 1948
  - France : 17 novembre 1950

## Distribution
Note : Les VF indiquées ci-dessous proviennent du doublage effectué en 1978. Un redoublage partiel a également été fait pour la version diffusée à la télévision.
- John Wayne (VF : Raymond Loyer / Claude Bertrand (version TV)) : Robert Marmaduke Sangster Hightower
- Pedro Armendáriz (VF : Serge Lhorca / Gérard Hernandez (version TV)) : Pedro « Pete » Rocafuerte
- Harry Carey Jr. (VF : Pierre Arditi) : William Kearney (« The Abilene Kid »)
- Ward Bond (VF : Pierre Garin) : Buck « Perley » Sweet
- Mae Marsh (VF : Jeanine Freson) : Mme Buck « Perley » Sweet
- Mildred Natwick (VF : Évelyn Séléna) : la jeune mère mourante
- Jane Darwell (VF : Paula Dehelly) : Miss Florie
- Dorothy Ford (VF : Monique Thierry) : Ruby Latham
- Charles Halton (VF : Fred Pasquali) : Oliver Latham
- Hank Worden (VF : Patrick Préjean) : le shérif adjoint « Curly »
- Guy Kibbee (VF : Louis Arbessier) : le juge
- Jack Pennick : Luke, le chauffeur
- Fred Libby : un shérif adjoint
- Ben Johnson : le premier patrouilleur
- Michael Dugan : le deuxième patrouilleur
- Don Summers : le troisième patrouilleur

Acteurs non crédités
- Richard Hageman : le pianiste du saloon
- Eva Novak : une villageoise

## Production

### Tournage
Le tournage se déroule du 3 mai au 9 juin 1948 dans le désert de Mojave, la vallée de la Mort et à Lone Pine.

## Autour du film
- Recettes : 2 700 000 dollars.
- Le film est une allégorie des Rois mages. Ford signe une œuvre simple et sublime, magnifiée par le Technicolor, sur l'amour, l'amitié, l'expiation, le sacrifice et le pardon. Aucun des personnages n'apparaît comme négatif, même le shérif Sweet (c'est-à-dire « doux ») paraît sympathique : il forme la patrouille de poursuite des trois bandits sans volonté de tuer. Le film est nourri de références bibliques :

1. Lors de l'enterrement de la mère de l'enfant, l'étoile du berger brille dans le ciel noir ;
2. John Wayne et ses complices se rendent à la Nouvelle Jérusalem.

- Le film est un remake des Hommes marqués (Marked Men), réalisé 28 ans plus tôt par John Ford, avec Harry Carey, auquel il est dédié : « To the memory of Harry Carey, bright Star of the early western sky. » Harry Carey Jr., le fils de Harry Carey, interprète d'ailleurs l'un des trois fugitifs.
- Le film d'animation japonais Tokyo Godfathers (2003) est partiellement basé sur ce film.